# Strzyżna (Góry Sowie)

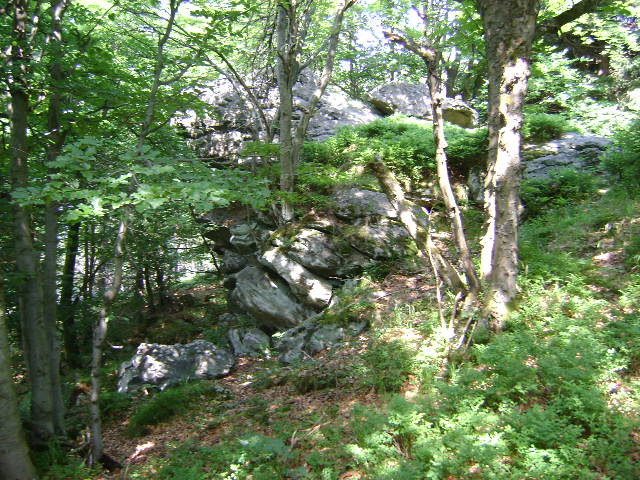
Strzyżna od południa

Strzyżna (niem. Popelstein) – gnejsowa skałka w Sudetach Środkowych w zachodniej części pasma Gór Sowich.
Forma skalna położone na terenie Parku Krajobrazowego Gór Sowich, w zachodniej części pasma Gór Sowich, około 0,3 km na północny zachód od szczytu Wielkiej Sowy.
Gnejsowa grupa skalna o wysokości około 10 m, na północno-zachodnim zboczu Wielkiej Sowy wyrasta pod szczytem na wysokości około 985 m n.p.m., w otoczeniu częściowo uschniętej kosodrzewiny. Wokół rośnie skarłowaciały las świerkowy regla górnego z domieszką jarzębiny i innych gatunków. Skała jest ławicą nieregularnie spękanych bloków gnejsowych tworzącą od strony zbocza niezbyt nadwieszony okap. Jest największym utworem skalnym w masywie Wielkiej Sowy. Do 1885 do czasu wzniesienia wieży na Wielkiej Sowie stanowiła główny punkt widokowy w tym rejonie. Obecnie, zarośnięta lasem, znajduje się poza szlakami znakowanymi. 
Na skale około 1932 r. umieszczono tablicę pamiątkową poświęconą długoletniemu przewodniczącemu Federacji Towarzystw Górskich przy Sowie, lekarzowi Wilhelmowi Kordhanke. Był to jedyny znany przypadek na tym terenie, kiedy to upamiętniono żyjącą osobę.